# Leucauge reimoseri
Leucauge reimoseri là một loài nhện trong họ Tetragnathidae.
Loài này thuộc chi Leucauge. Leucauge reimoseri được Embrik Strand miêu tả năm 1936.